# Haveforsythia
Have-Forsythia (Forsythia x intermedia) er en løvfældende busk med en stiv, opret vækstform. Gamle grene kan dog blive så overhængende, at de bøjes til jorden. Have-Forsythia har tidlig og rig blomstring.

## Beskrivelse
Skuddene er lysegrønne og hule, men farven skifter snart til gulbrun. Skuddene bærer mange, grove barkporer. Til sidst bliver barken lysebrun og furet. Knopperne er modsatte eller næsten modsatte, tiltrykte, store og spættet lysegrønt/brunt. Bladene er lancetformede eller ægformede med savtakket rand på den yderste halvdel. På meget kraftige skud ses af og til trekoblede blade. Oversiden er friskt grøn og "fedtet" at føle på. Undersiden er lysegrøn. Blomsterne ses allerede før løvspring på 2.-års skud. De sidder i små bundter, og de er gule med fire, lange kronblade. Frugterne er tørre kapsler med frø, som ikke modner ordentligt i Danmark.
Rodnettet består af fladt udbredte, tykke hovedrødder, der kun er svagt forgrenede.
Højde x bredde og årlig tilvækst: 3 x 2 m (25 x 20 cm/år). Målene er anvendelige ved udplantning.

## Hjemsted
Denne Forsythia har – som krydsning – intet hjemsted, men begge forældre-arter (Forsythia suspensa og Forsythia viridissima) hører hjemme i det centrale Kina, hvor de vokser i lysåbne bjergkrat på sommerfugtig og næringsrig bund.
| Portal | Portal:Botanik |